# فرودگاه سوان هیل (استرالیا)
فرودگاه سوان هیلز (به انگلیسی: Swan Hill Airport) یک فرودگاه همگانی با کد یاتا SWH است که یک باند فرود چمن دارد و طول باند آن ۹۶۵ متر است. این فرودگاه در کشور استرالیا قرار دارد و در ارتفاع ۷۱ متری از سطح دریا واقع شده است.